# Listă de poeți: M
A - Ă - B - C - D - E - F - G - H - I - Î - J - K - L - M - N - O - P - Q - R - S - Ș - T - Ț - U - V - W - X - Y - Z

### M

#### Ma

##### Mac-Mak
- Hugh MacDiarmid, (1892-1978)
- Cynthia MacDonald
- George MacDonald, (1824-1905), poet, romancier
- Sorley MacLean, (1911-1996), poet scoțian de limbă galică
- Gwendolyn MacEwen, poet canadian
- Arthur Machen, (1863-1947), poet irlandez
- Compton Mackenzie
- Nathaniel Mackey
- Archibald MacLeish, (1892-1982)
- Louis MacNeice, (1907-1963)
- Haki R. Madhubuti
- France Magajna, (născut în 1957)
- John Gillespie Magee, Junior, (1922-1941), (aviator, poet, pilot)
- Derek Mahon
- Rudolf Maister, (1874-1934), general și poet
- Clarence Major
- Svetlana Makarovic, (născut în 1939)
- Peter Makuck

##### Mal-Mar
- Stephane Mallarme, (1842-1898)
- David Mallet
- Sir Thomas Malory
- Miroslav Malovrh, (1861-1922)
- Goffredo Mameli, (1827-1849),
- Osip Mandelștam, (1891-1938), poet rus
- James Clarence Mangan
- Bill Manhire, (născut în 1946)
- Manilius
- Heinrich Mann, (1871-1950)
- Klaus Mann, (1906-1949)
- Thomas Mann, (1875-1955),
- Robert Mannyng of Brunne, (1269-1340)
- Alessandro Manzoni, (1785-1873), poet, romancier italian
- Joan Maragall, (1860-1911),
- Ausias March, (1397-1459),
- Giambattista Marini, (1569-1625)
- Edwin Markham
- Christopher Marlowe, (1564-1593), dramaturg englez, rivalul lui Wiliam Shakespeare
- Clément Marot, (1496-1544)
- Harry Martinson, (1904-1978), poet suedez
- Andrew Marvell, (1621-1678)

##### Mas-Maz
- John Masefield, (1878-1967)
- Edgar Lee Masters, (1869-1950)
- Basho Matsuo, (1644-1694), poet japonez din scoala haiku
- Neza Maurer, (născut în 1930)
- Blaz Mavrel
- Glyn Maxwell, (născut în 1962)
- Vladimir Mayakovsky, (1893-1930)
- Karl May, (1842-1912),  poet si romancier german
- Gail Mazur

#### Mc
- James McAuley
- Linda McCarriston
- J. D. McClatchy
- Michael McClure (beatnic)
- John McCrae, (1872-1918),
- Colleen McElroy
- Bryant H. McGill
- Phyllis McGinley
- William Topaz McGonagall, (mort 1902)
- Roger McGough,
- Campbell McGrath
- Thomas McGrath (
- Duncan McIntyre, poet în limba galică, aka Duncan Ban McIntyre
- James McIntyre, (1827-1906), ?cel mai prost poet canadian din toate timpurile?
- Claude McKay
- Don McKay
- Irene McKinney
- Rod McKuen
- Sandra McPherson

#### Me
- Meisetsu, (1847-1926 - poet de haiku japonez )
- Meng Houran
- Norman MacCaig
- Anton Medved, (1869-1910)
- Vladimir Memon
- Janez Menart, (născut în 1929)
- George Meredith, (1828-1909), romancier si poet englez
- Dmitri Merejkovski, (1865-1941), scriitor și poet rus, considerat ideologul simbolismului
- Ace Mermolja, (născut în 1951)
- Stuart Merrill, (1863-1915), poet simbolist
- James Merrill, (1926-1995),
- Thomas Merton, (1915-1968),
- W.S. Merwin,
- Sarah Messer, (născut în 1966),
- Charlotte Mew, (1869-1928)

#### Mi-Ml
- Henri Michaux, poet și pictor
- Adam Mickiewicz, (1798-1855), cel mai important poet din Polonez
- Agnes Miegel, (1879-1964)
- Josephine Miles
- Edna St. Vincent Millay, (1892-1950)
- Joaquin Miller, (1837-1913)
- Spike Milligan, (1918-2002),
- Czesław Miłosz, poet polonez, Premiul Nobel pentru Literatură în 1980 (30 iunie, 1911 – 14 august, 2004)
- Alice Duer Miller
- Grazyna Miller, poetă
- John Milton, (1608-1674),  poet englez
- Ivan Minatti, (născut în 1924)
- Gaston Miron, poet din Quebec
- Thor Misen, poet american
- Gabriela Mistral, (1889-1957), Laureat al Premiului Nobel pentru literatură.
- Adrian Mitchell
- S. Weir Mitchell, romancier și poet american
- Ndre Mjeda
- Iztok Mlakar

#### Mo
- Stefan Modrinjak, (1774-1827)
- Harold Monro
- Harriet Monroe
- Charles Montagu, primul Earl de Halifax, (1661-1715), creator al Băncii Angliei
- Eugenio Montale, Laureat al Premiului Nobel pentru literatură
- Marianne Moore, (1887-1972)
- Merrill Moore
- Dom Moraes
- Edythe Morahan de Lauzon, poetă
- Thomas Moore, (1779-1852)
- Frederick Morgan
- John Morgan, (1688-1733)
- Christian Morgenstern, (1871-1914)
- William Morris, (1834-1896),
- Jim Morrison (poet, cantautor)
- Howard Moss
- Andrew Motion,
- Ilie Motrescu
- Brane Mozetic, (născut în 1958)

#### Mu
- Lisel Mueller
- Erich Mühsam, (1878-1934),
- Paul Muldoon, (născut în 1951)
- Nolie Mumey
- Les Murray, (născut în 1938)
- Anthony Munday, (1553-1633)
- Richard Murphy, poet, membru în Aosdána
- Erna Muser, (1879-1901)
- Susan Musgrave,
- Alfred de Musset,(1810-1857)